# Burrum Coast National Park
Burrum Coast National Park är en park i Australien. Den ligger i delstaten Queensland, omkring 260 kilometer norr om delstatshuvudstaden Brisbane.
Trakten är glest befolkad. Närmaste större samhälle är Toogoom, omkring 20 kilometer sydost om Burrum Coast National Park. Genomsnittlig årsnederbörd är 1 350 millimeter. Den regnigaste månaden är mars, med i genomsnitt 291 mm nederbörd, och den torraste är september, med 21 mm nederbörd.